# Meeuwenlaan (Amsterdam)

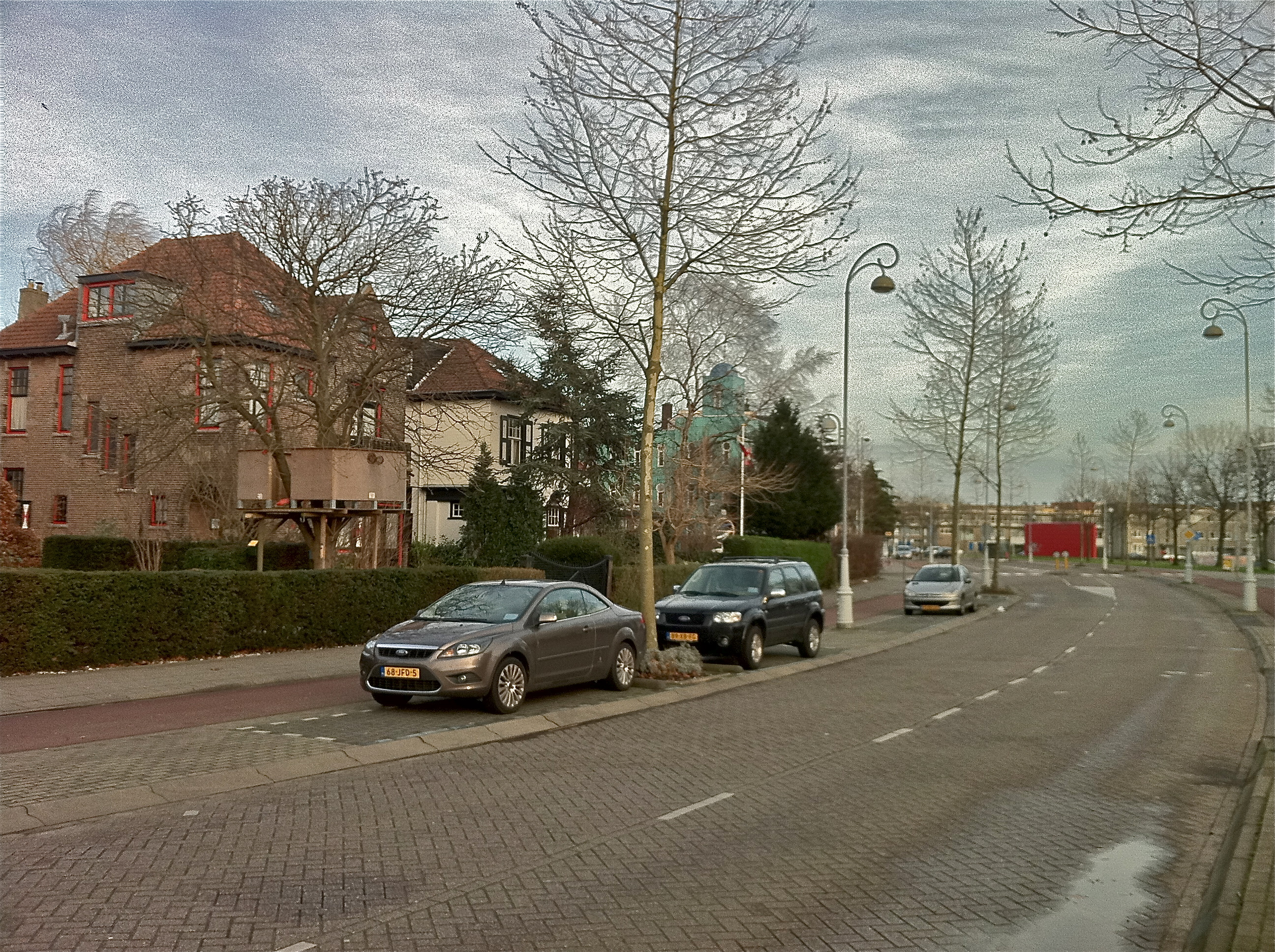
Meeuwenlaan bij de Vogelbuurt

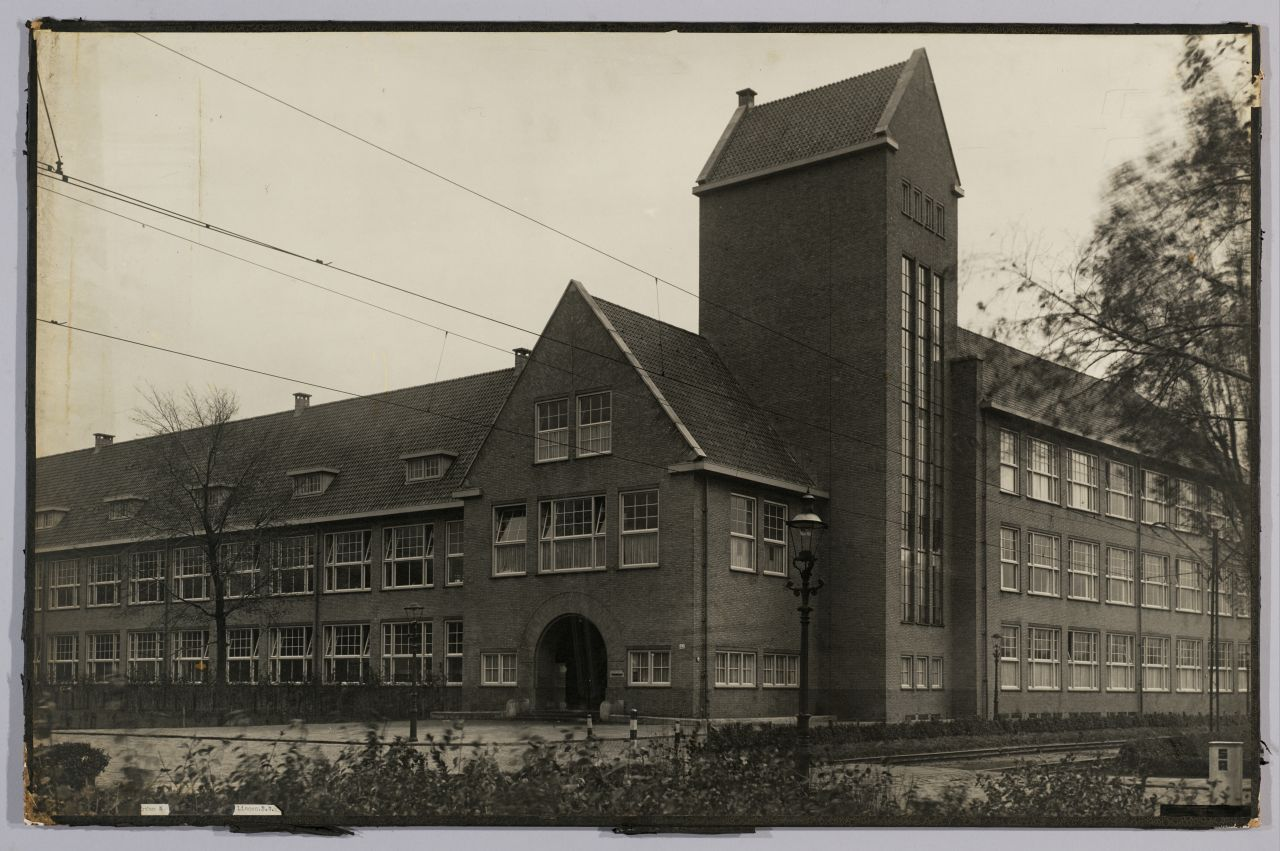
De Vijfde Ambachtsschool, architect: J. van der Linden.

De Meeuwenlaan, grotendeels gelegen in de Nieuwendammerham in Amsterdam-Noord, verbindt de Waddenweg met het Pontplein. De naam van de straat verwijst net als alle andere straten ten westen van de straat naar een vogel, in dit geval de meeuw. 

## Zijstraten
Zijstraten zijn anno 2020 (van noord naar zuid) de Merelstraat, Pluvierstraat, Zamenhofstraat, Kalkoenstraat, Meeuwenplein, Johan van Hasseltweg, Fazantenweg, Schaafstraat, Wielewaalstraat, Spijkerkade, Hamerstraat, Gedempte Insteekhaven, Ganzenweg, Motorwal, Havikslaan, Lijsterweg, Valkenweg en de Sixhavenweg. 

## Scheidslijn

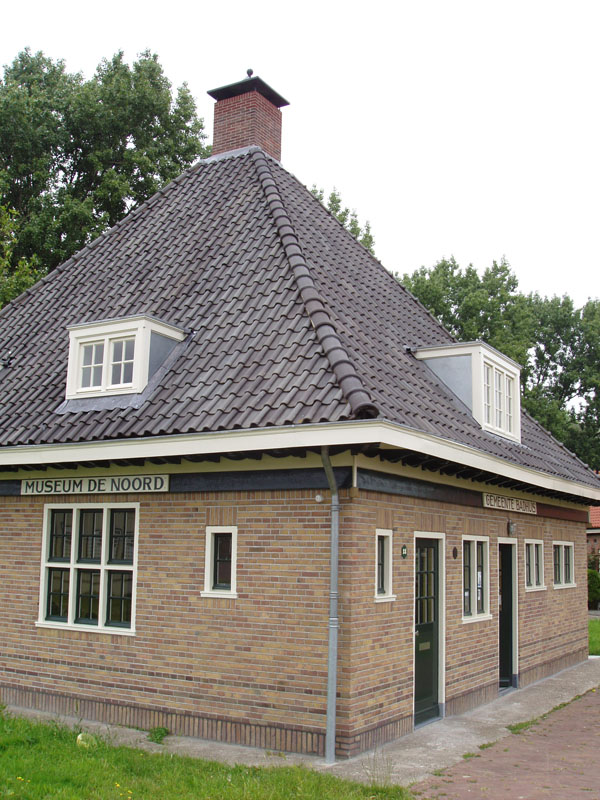
Badhuis bij Vogeldorp, nu Museum De Noord

Ten zuiden van de Motorwal vormt de laan de scheidslijn tussen de Vogelbuurt en de buurt die wordt aangeduid als IJplein. Tussen de Motorwal en de Johan van Hasseltweg vormt de Meeuwenlaan de scheidslijn tussen de Vogelbuurt en het bedrijventerrein. Tussen de Nieuwendammerdijk en de Johan van Hasseltweg vormt de Meeuwenlaan de scheidslijn tussen de Vogelbuurt en Vogeldorp.

## Opvallende bebouwing

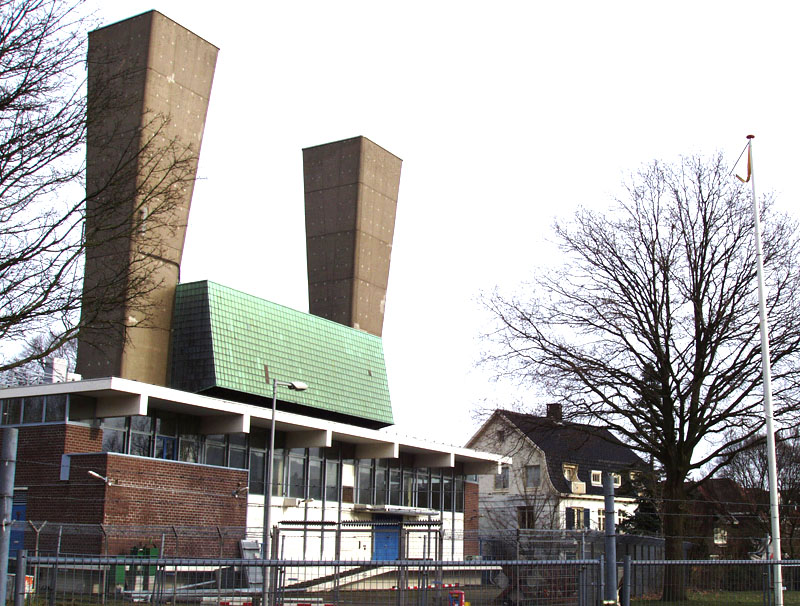
Noordelijk ventilatiegebouw IJtunnel

De IJtunnel gaat ter hoogte van de Sixhavenweg onder de Meeuwenlaan door. Het noordelijk ventilatiegebouw van de IJtunnel is een van de markantste gebouwen langs de Meeuwenlaan. Andere opvallende panden zijn het complex van architect Rem Koolhaas op de hoek van Meeuwenlaan en Motorwal met winkels, buurthuis en woningen, en de moskee op de hoek van de Meeuwenlaan/ Valkenweg.

## Verbindingen

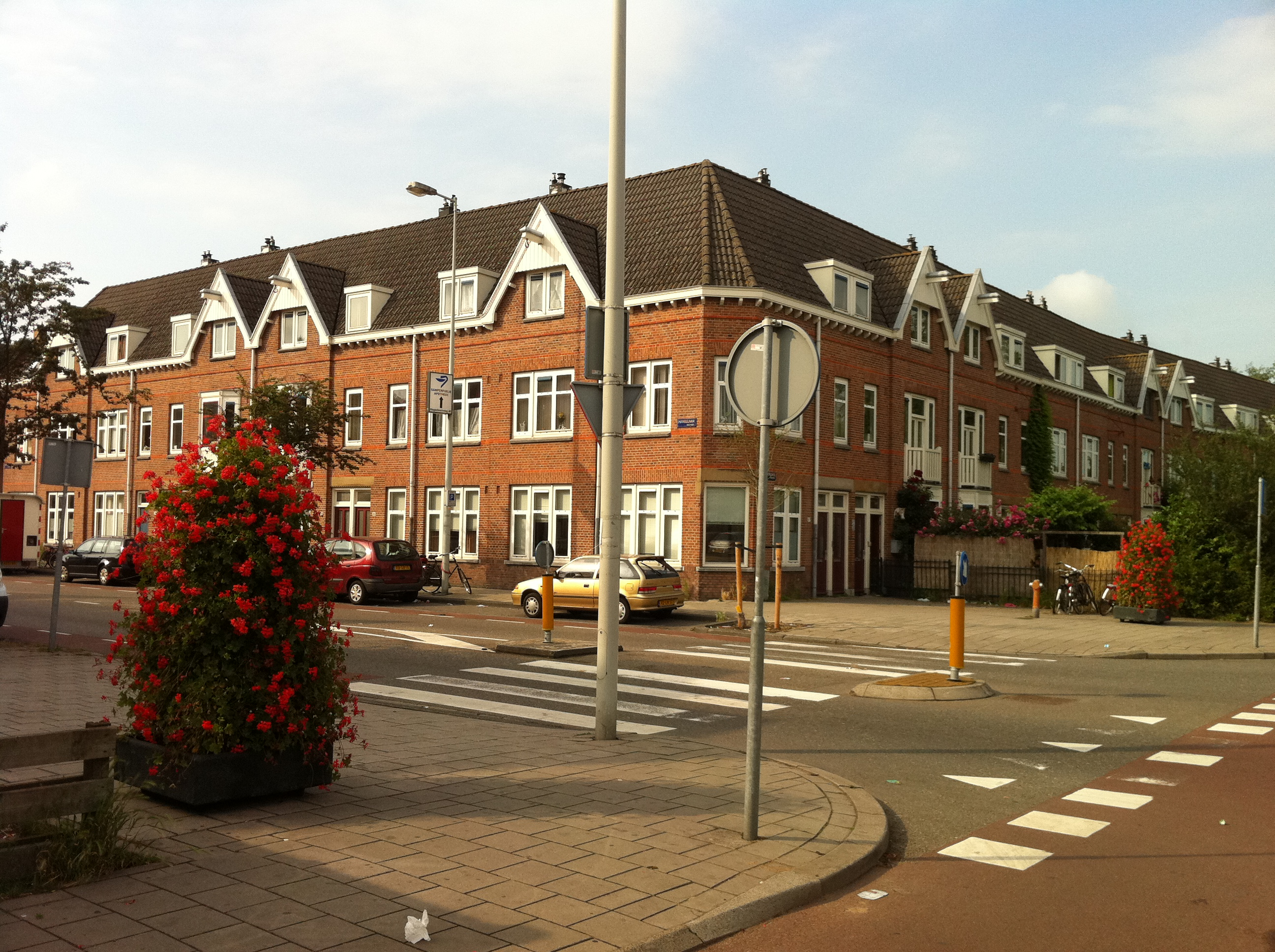
Sociale woningbouw verhuurd door woningcorporatie Ymere

De Meeuwenlaan vormt tegenwoordig, samen met de Waddenweg, een van de verbindingsroutes tussen winkelcentrum Boven 't Y en het IJ. Pontgangers die de Pont 902 nemen tussen de De Ruijterkade achter het Centraal Station en de Meeuwenlaan, komen uit op het IJplein, dat direct aansluit op de Meeuwenlaan. Voor de aanleg van de Waddenweg en de bouw van Tuindorp Buiksloot langs de Buikslotermeer ging de Meeuwenlaan ter hoogte van de Nieuwendammerdijk over in de Leeuwarderweg, een doorgaande verbindingsroute voor wegverkeer via Waterland naar het noorden van de provincie Noord-Holland, en na de drooglegging van de Wieringermeer en de openstelling van de Afsluitdijk in 1933 ook verder naar Friesland.

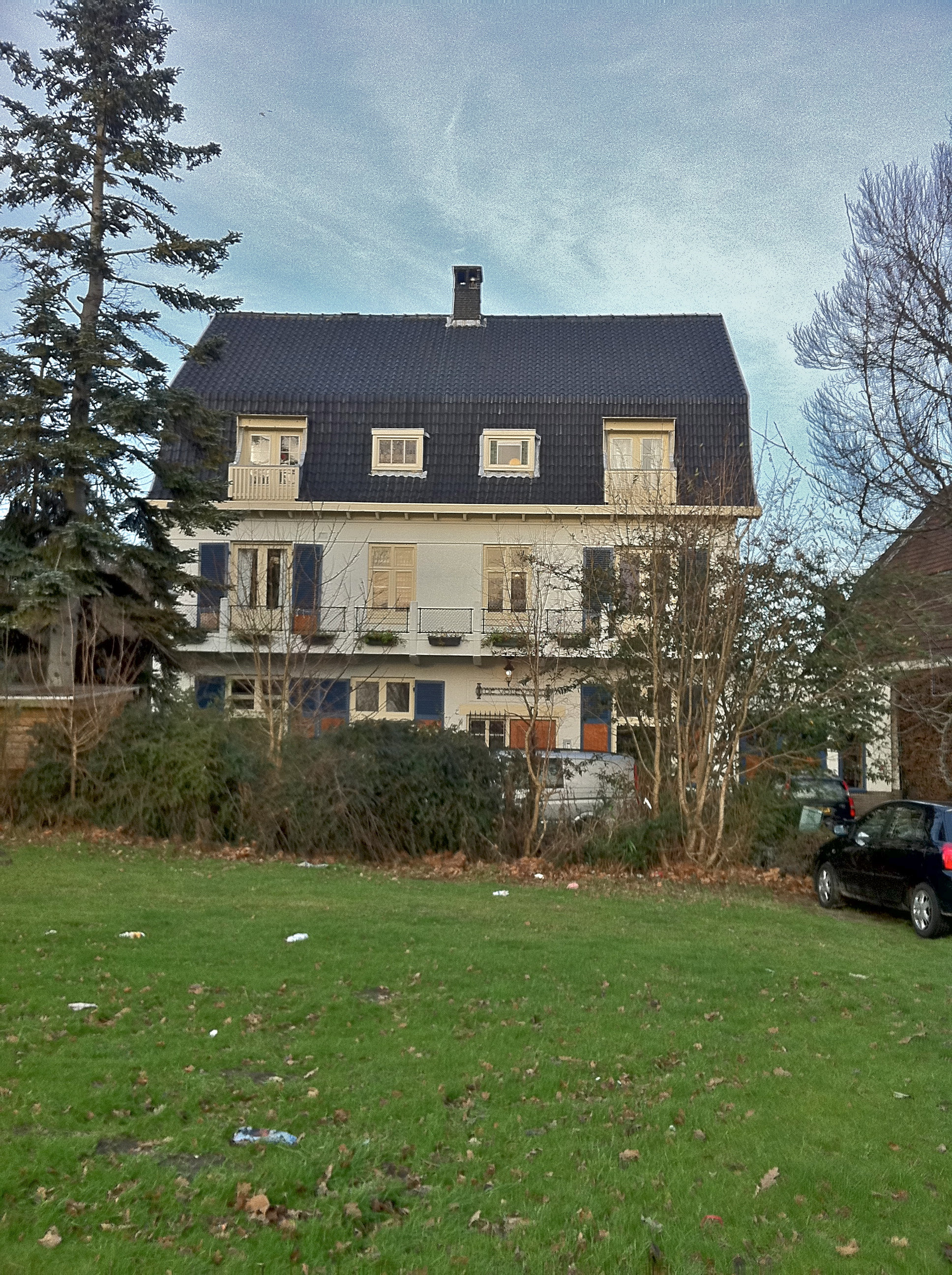
Villa Meeuwenlaan 11

Tussen 1888 en 1956 reden er trams over de Meeuwenlaan, tot 1932 van de Tweede Noord-Hollandsche Tramweg-Maatschappij (TNHT), daarna van de N.V. Noord-Zuid-Hollandsche Tramwegmaatschappij (NZH), ook bekend als de Waterlandse tram. Tot 1932 was het een stoomtram en daarna een elektrische tram. Deze interlokale tramlijn verzorgde openbaar vervoer tussen het tramstation Amsterdam-Noord (hier ligt nu het Pontplein) in aansluiting op het trambootje en verschillende plaatsen in Waterland.

## Geschiedenis
De Meeuwenlaan was een van de eerste wegen in de nieuwe polder Nieuwendammerham, die werden aangelegd toen er aan het einde van de 19e eeuw en het begin van de 20e eeuw sprake was van woningbouwplannen en plannen voor de vestiging van industrie. Aanvankelijk was het de bedoeling dat er vooral vrijstaande woningen zouden komen langs de Meeuwenlaan waar directeuren van nieuwe industrieën in Amsterdam-Noord zouden komen te wonen. De eerste woningen langs de Meeuwenlaan waren inderdaad villa’s voor de directeuren van de nieuwe bedrijven die zich verderop in de Nieuwendammerham hadden gevestigd. Deze villa’s staan er nog steeds en de grootste en opvallendste is Meeuwenlaan 11 naar ontwerp van Gerrit Jan Rutgers. Deze monumentale villa werd gebouwd voor de directeur van het bedrijf Draka. Maar de belangstelling voor deze kavels viel desondanks enorm tegen, omdat de meeste welgestelde industriëlen andere plekken verkozen om te wonen. Daardoor kwamen er langs de Meeuwenlaan toch woningbouwcomplexen voor arbeiders die werkzaam waren op de nabijgelegen nieuwe scheepswerven. Deze werden tussen 1912 en 1928 gebouwd door nieuwe bouwmaatschappijen en woningbouwverenigingen, zoals de Maatschappij tot Huizenbouw benoorden het IJ NV.
Aan de oostkant van de Meeuwenlaan bevonden zich industrieterreinen, met onder meer de Amsterdamsche Droogdok Maatschappij. Na het faillissement van deze werf werd het terrein bestemd voor sociale woningbouw van de woningcorporaties Eigen Haard, Rochdale en het Gemeentelijk Woningbedrijf Amsterdam. Deze wijk kreeg de naam IJplein.

## Trivia
De villa op nummer 11 is gebruikt als decor voor de ontknoping van de geheel in Amsterdam spelende aflevering "Wrong time, wrong place" van de BBC-crimiserie Dalziel & Pascoe op 10 maart 2006, met o.a. Jeroen Krabbé en Pierre Bokma, en her-uitgezonden op RTL8 in mei 2023.

## Afbeeldingen

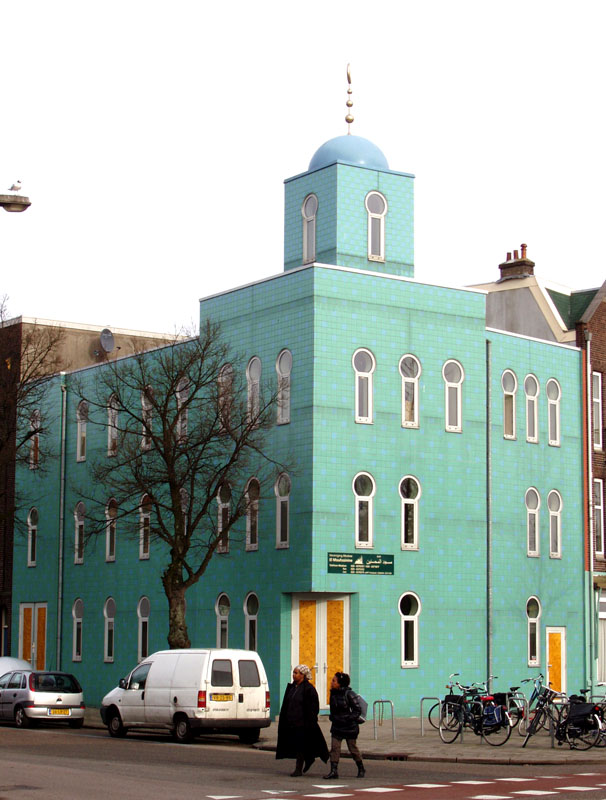
Moskee op de hoek van de Valkenweg
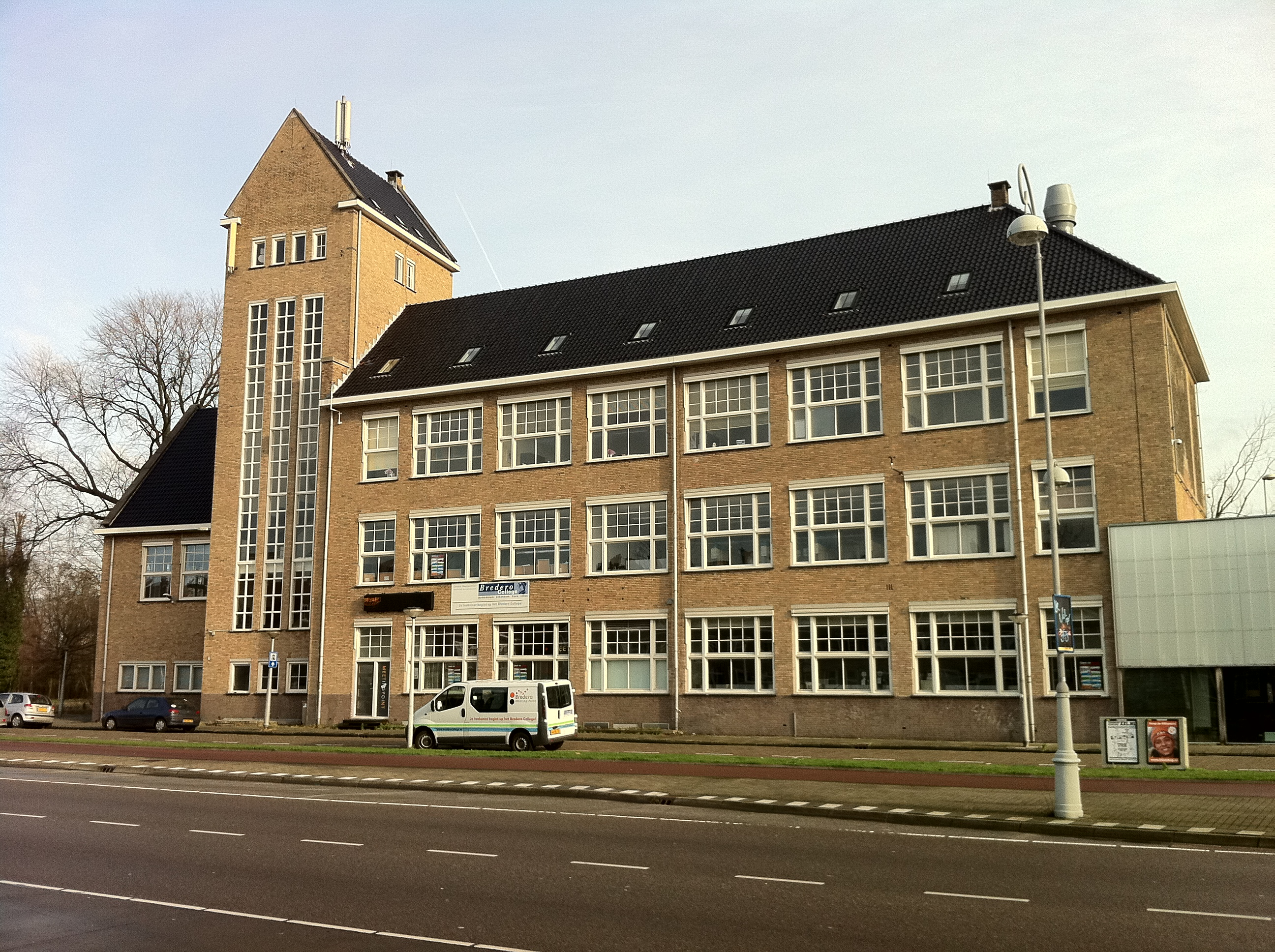
Brederocollege bij Vogeldorp
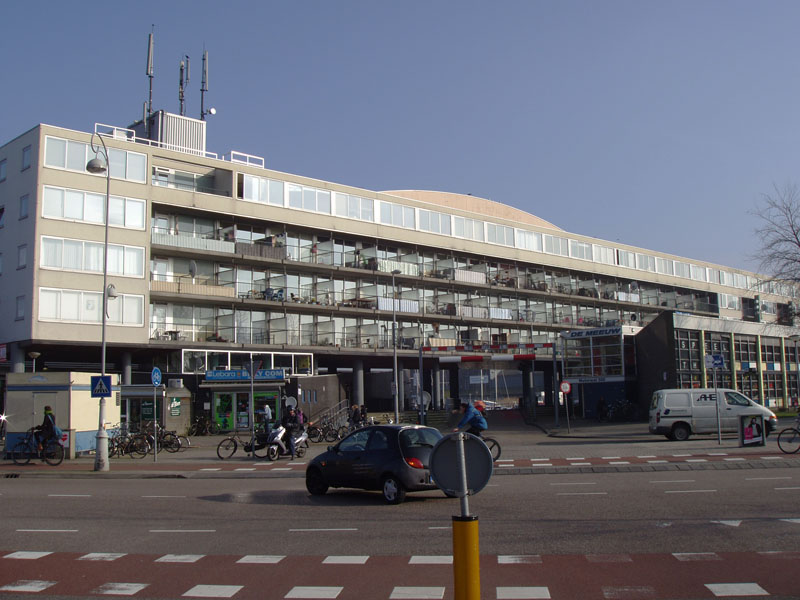
Complex van Rem Koolhaas langs de Motorwal
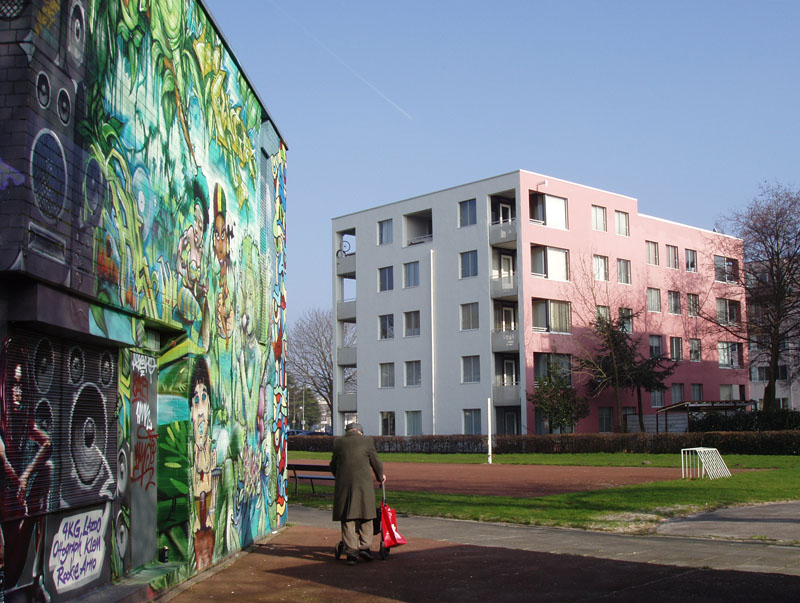
Jongerencentrum De Valk en appartementencomplex